# 訃報 2001年11月
訃報 2001年11月（ふほう 2001ねん11がつ）では、2001年（平成13年）11月中に物故した、又は物故が報じられた人物についてまとめる。

## （1日 - 15日）

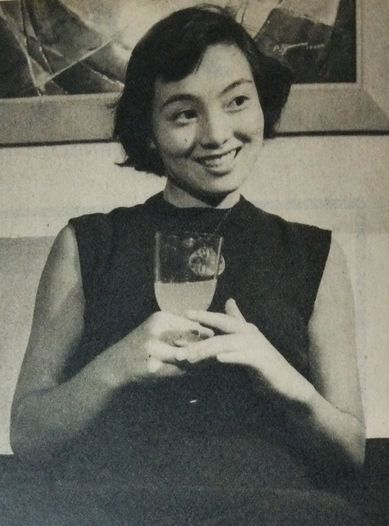
左幸子／11月7日没

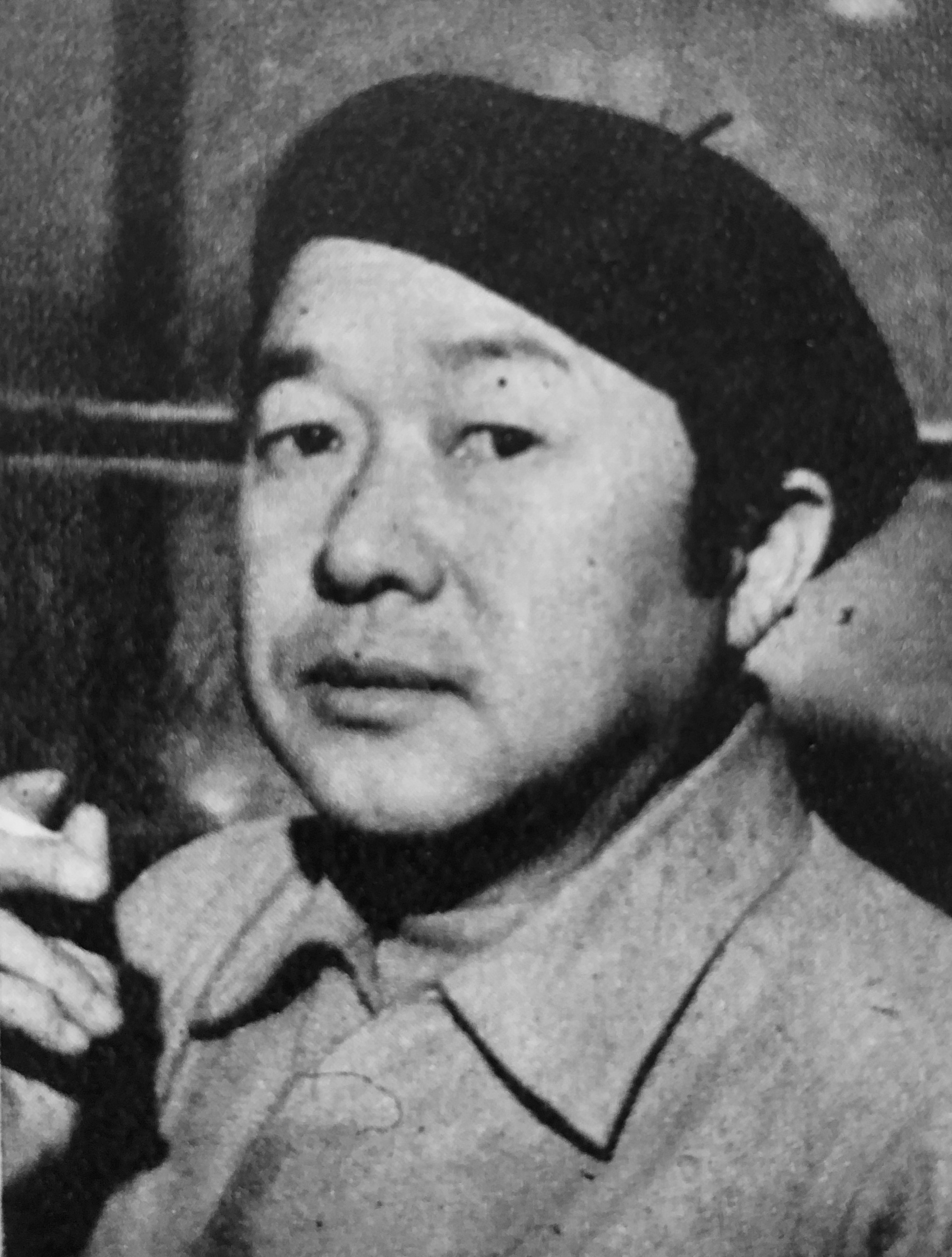
横山隆一／11月8日没

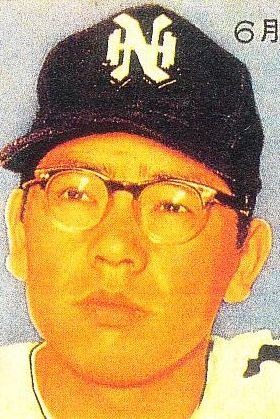
杉浦忠／11月11日没

- 11月6日 - 原六朗、作曲家（* 1915年）
- 11月6日 - アンソニー・シェーファー、作家（* 1926年）
- 11月7日 - 左幸子、女優（* 1930年）
- 11月8日 - 横山隆一、漫画家（* 1908年）
- 11月8日 - 大出俊、政治家、元郵政大臣（* 1922年）
- 11月8日 - 青木宥明、元プロ野球選手（* 1937年）
- 11月9日 - 千葉耕市、俳優、声優、音響監督（* 1931年）
- 11月10日 - 杉浦千里、デザイナー（* 1962年）
- 11月11日 - 杉浦忠、元プロ野球選手（* 1935年）
- 11月14日 - 永原秀一、脚本家（* 1940年）
- 11月15日 - 北沢清功、政治家（* 1927年）
- 11月15日 - 小林悟、映画監督（* 1930年）

## （16日 - 30日）

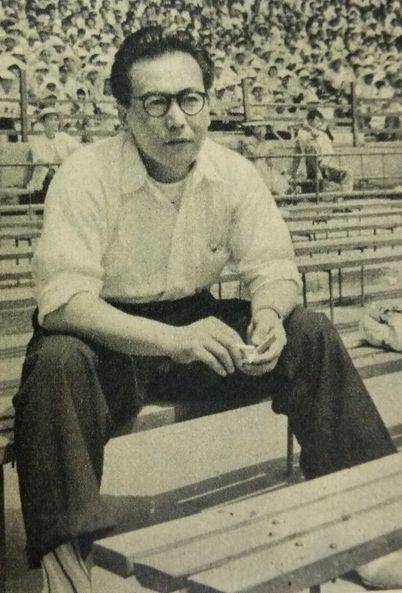
保井浩一／11月17日没

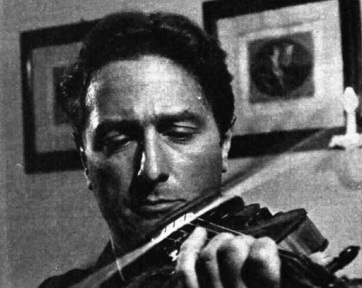
フランコ・グッリ／11月20日没

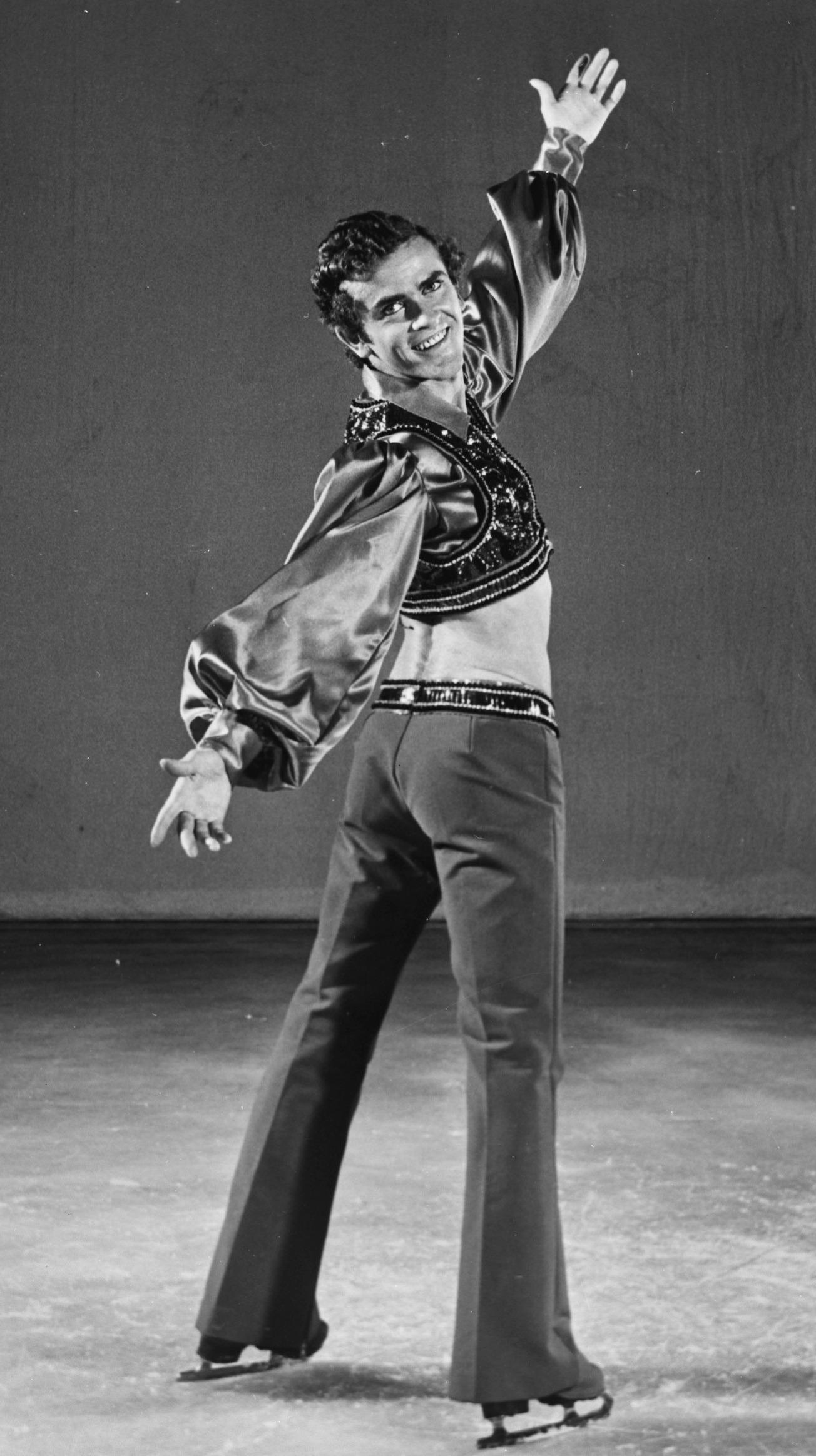
ドナルド・マクファーソン／11月24日没

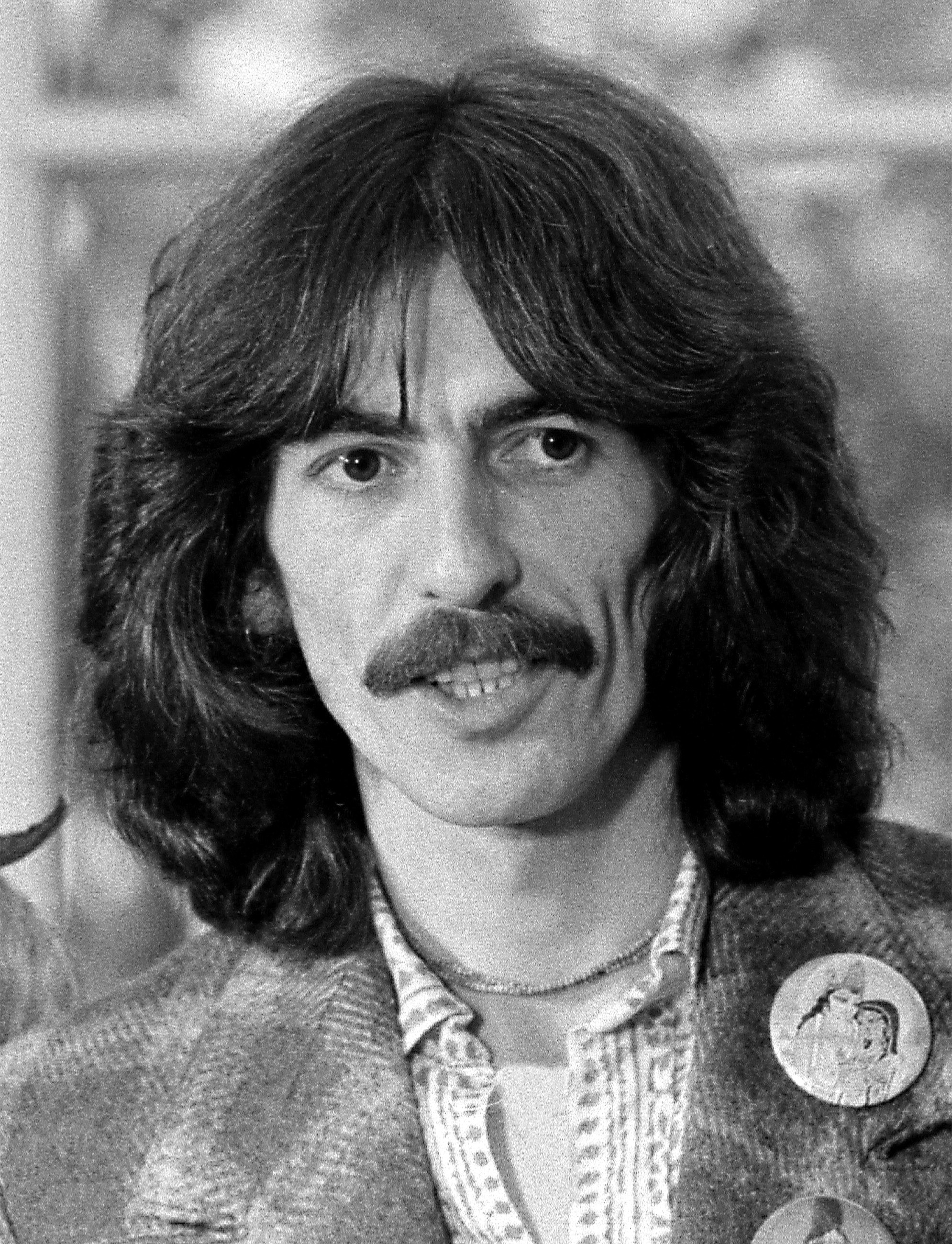
ジョージ・ハリスン／11月29日没

- 11月17日 - 保井浩一、元プロ野球選手（* 1921年）
- 11月20日 - 稲葉誠治、アマチュア野球指導者（* 1917年）
- 11月20日 - フランコ・グッリ、ヴァイオリニスト（* 1926年）
- 11月22日 - 中内力、政治家、元高知県知事（* 1912年）
- 11月22日 - 真島一男、官僚、政治家（* 1932年）
- 11月23日 - 井上清、歴史学者（* 1913年）
- 11月24日 - ドナルド・マクファーソン、フィギュアスケート選手（* 1945年）
- 11月29日 - ジョージ・ハリスン、ミュージシャン、元ビートルズメンバー（* 1943年）
- 11月29日 - 水谷則博、元プロ野球選手（* 1950年）